# Bobolice Wąskotorowe
Bobolice Wąskotorowe – nieczynna wąskotorowa stacja kolejowa w Bobolicach, w powiecie koszaliński, w województwie zachodniopomorskim, w Polsce.